# Charles Derosne
Charles Derosne (Parijs, 23 januari 1780 – aldaar, 21 september 1846) was een Franse apotheker en industrieel.

## Leven
Derosne studeerde farmacie, vestigde zich in zijn geboortestad en startte samen met Jean-François Cail enkele  machinefabrieken.  Hij ontdekte in 1803 de aanwezigheid van morfine in opium, hetgeen het begin betekende van de ontwikkeling van de anesthesie als wetenschap. Hij verrichtte meerdere chemische onderzoeken zoals met aceton. Zijn grootste verdienste verwierf hij, samen met zijn partner Cail, op het gebied van suikerraffinage en het destilleren van brandewijn. In 1811 introduceerde hij het gebruik van beenzwart (noir animal) om suiker te ontkleuren, in plaats van het minder performante houtskool.

## Voetnoten
1. ↑  Bernard Wilkin, Robin Schäfer en Tony Pollard, "The Real Fate of the Waterloo Fallen. The Exploitation of Bones in 19th-Century Belgium" in: Belgisch Tijdschrift voor Nieuwste Geschiedenis, LIII, 2023, nr. 4, p. 11-12

- Bibliothèque nationale de France: cb10721807n (data)
- Gemeinsame Normdatei: 117632635
- International Standard Name Identifier: 0000 0001 1947 4802
- Library of Congress Control Number: no2011070156
- Système universitaire de documentation: 088834824
- Virtual International Authority File: 22133469
- WorldCat: E39PBJvHdxhw4FktmHHyMWCvpP